# Opius rufus
Opius rufus är en stekelart som först beskrevs av Holmgren 1868.  Opius rufus ingår i släktet Opius och familjen bracksteklar. Inga underarter finns listade i Catalogue of Life.